# Sosos (Mosaizist)

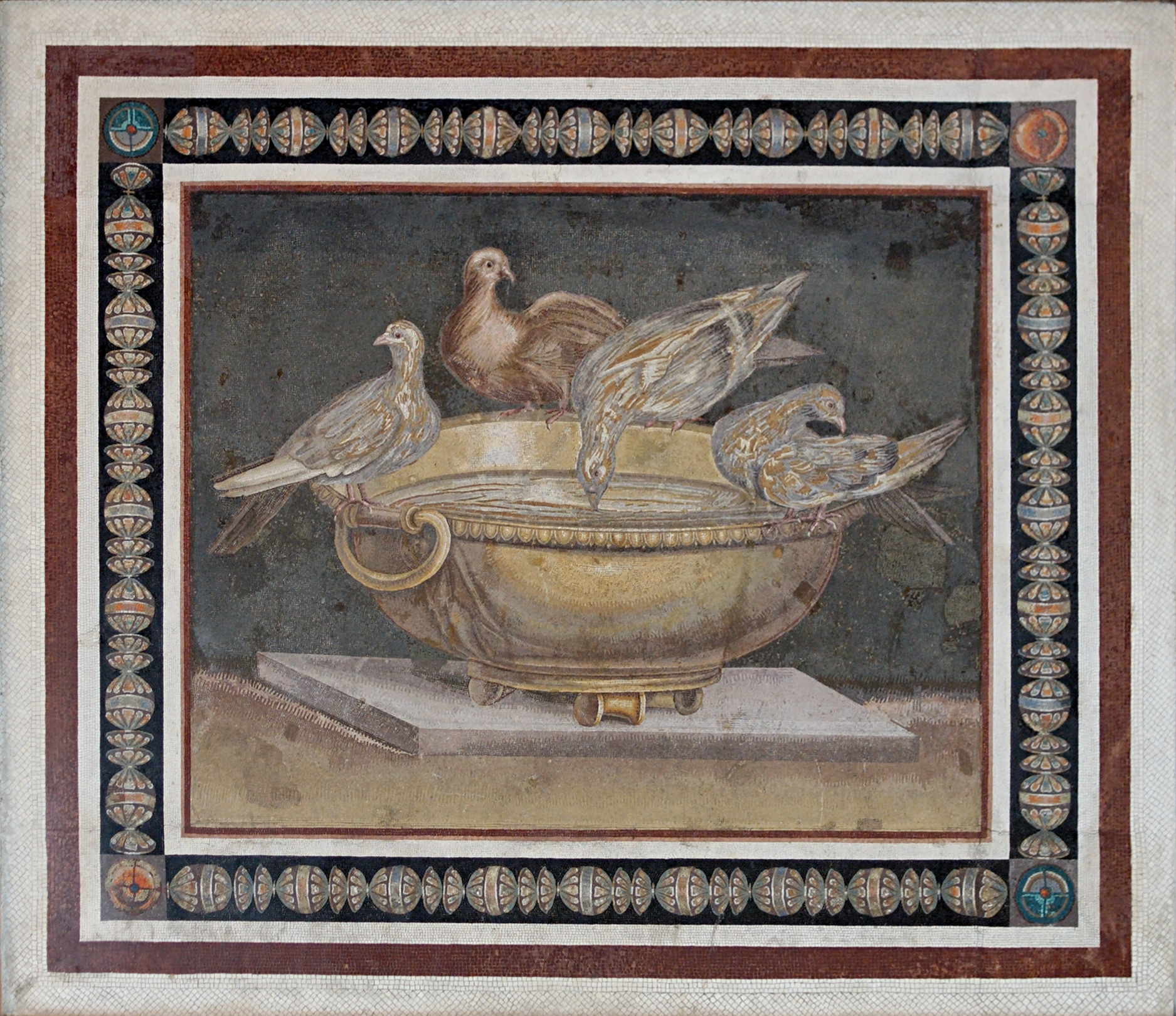
Tauben auf dem Rand des Wassergefäßes (Kopie), Kapitolinische Museen, Rom

Sosos (auch Sosos von Pergamon) war ein griechischer Mosaizist, der zur Zeit der Attaliden in Pergamon tätig war.
Dort befand sich sein berühmtes Werk mit den vier trinkenden oder sich sonnenden Tauben auf dem Rand eines Wassergefäßes, aus natürlichen Steinen zusammengesetzt. Eine römische Nachbildung befindet sich im Kapitolinischen Museum zu Rom. Das Werk wird auf das 2. Jahrhundert v. Chr. datiert.
Ein weiteres berühmtes und durch Nachschöpfungen erhaltenes Mosaik ist das ἀσάρωτος οἶκος (asárotos oíkos: „ungefegtes Haus“), das Plinius erwähnt. Damit ist Sosos auch der einzige Mosaizist der Antike, der in der zeitgenössischen Literatur namentlich erwähnt ist.

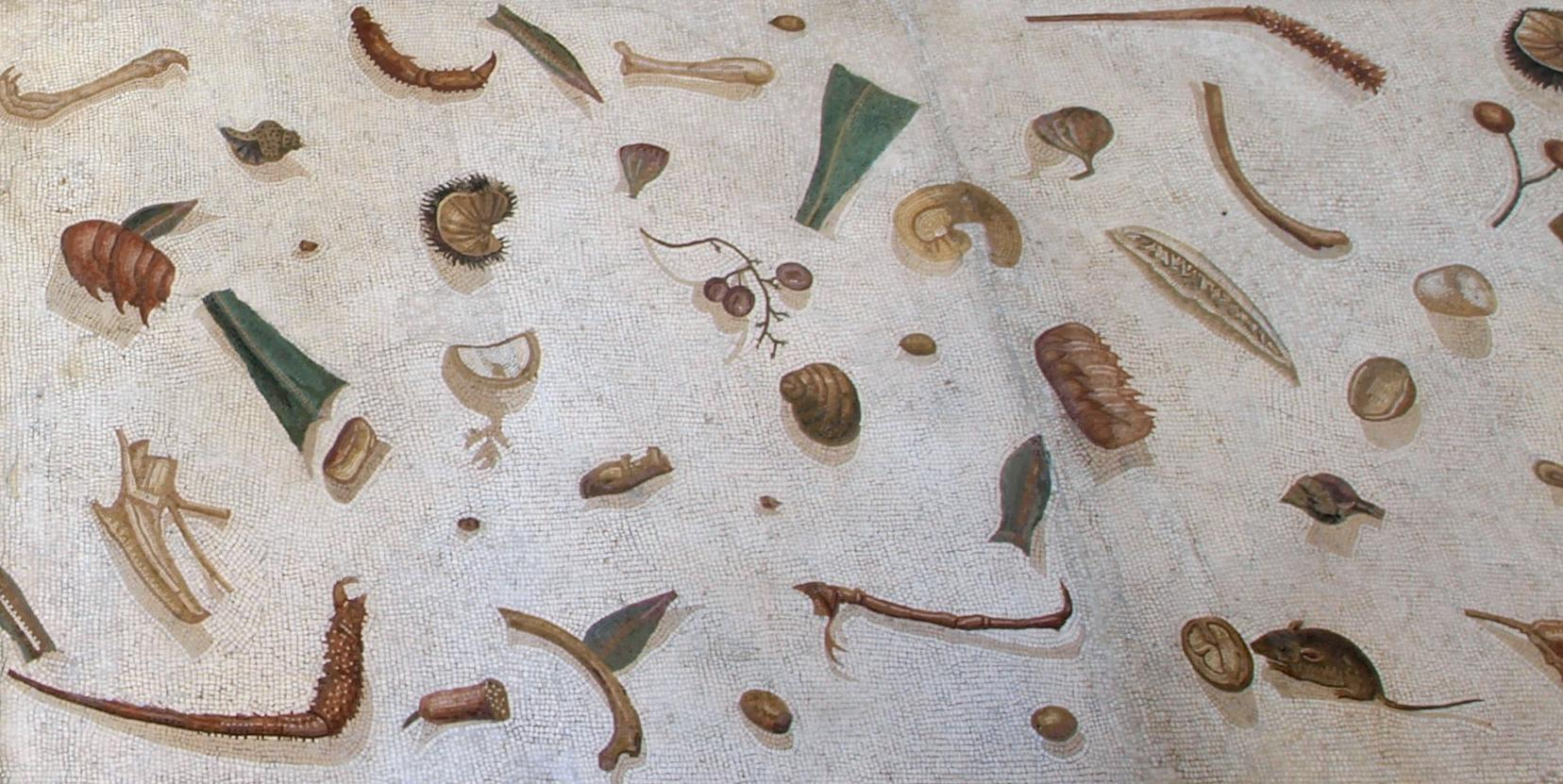
Asáratos oíkos des Herakleitos in den Vatikanischen Museen

Das Motiv des ungefegten Hauses ist in der römischen Mosaikkunst mehrfach aufgenommen worden, ein von dem Mosaizisten Herakleitos signierter Boden ist heute in den Vatikanischen Museen ausgestellt.